# Mühlviertler Hasenjagd
Il Mühlviertler Hasenjagd (lett. "Caccia al coniglio di Mühlviertel") è il nome convenzionalmente attribuito ad un crimine di guerra avvenuto nel 1945.
500 ufficiali sovietici fuggirono dal campo di Mauthausen-Gusen il 2 febbraio 1945. I civili locali, i soldati e le altre organizzazioni naziste locali diedero la caccia ai fuggitivi per tre settimane, giustiziando sommariamente la maggior parte di loro: dei 500 prigionieri in fuga, solo in undici rimasero liberi fino alla fine della guerra. Fu la più grande fuga nella storia dei campi di concentramento nazisti.

## Contesto storico
Il 2 marzo 1944 il feldmaresciallo Wilhelm Keitel emanò il decreto noto come Aktion Kugel ("Operazione proiettile") che ordinava di portare gli ufficiali sovietici fuggiti al campo di concentramento di Mauthausen e fucilarli. In base a quest'ordine furono arrestati 5.700 ufficiali sovietici, poi deportati a Mauthausen. Alcuni furono fucilati immediatamente, altri imprigionati nel Blocco 20, separato dal resto del campo dalla recinzione alta 2,5 metri. Lungo il perimetro erano posizionate tre torri con mitragliatrici. I prigionieri del blocco non erano annotati nei registri del campo e ricevevano un quarto del cibo rispetto ad altri. Il blocco non era dotato di riscaldamento né di finestre e cuccette. In inverno, prima di condurre i detenuti all'interno, le SS bagnavano il pavimento e li costringevano a sdraiarsi e permettere agli uomini delle SS di camminarci sopra per evitare di sporcarsi gli stivali. I prigionieri di guerra sovietici erano costretti a trascorrere tutto il giorno facendo "esercizio", che consisteva nel correre senza sosta intorno all'isolato o gattonare. Lo chiamavano "il blocco della morte" (in tedesco: Todesblock).
Il numero di detenuti toccò la punta di 1.800 persone, e ogni giorno ne morivano da 10 a 20. Alla fine di gennaio risultavano vivi circa 570 prigionieri.

## Fuga
Nella notte del 2 febbraio 1945 circa 500 prigionieri del Blocco 20 fuggirono in massa. Armato di estintori delle baracche, coperte e assi, un gruppo attaccò e occupò una torre di guardia, mentre un altro usò coperte bagnate e vestiti per provocare un cortocircuito nel recinto elettrificato e rendere così possibile scavalcarlo.
Di quei 500, 419 fuggitivi riuscirono a lasciare il campo, ma molti erano troppo indeboliti dalla fame e crollarono nella neve appena fuori dal campo, dove furono colpiti dalle mitragliatrici delle SS. Tutti coloro che non raggiunsero il bosco, insieme ai 75 prigionieri rimasti nelle baracche perché troppo malati per fuggire, furono giustiziati quella notte. 300 riuscirono a rifugiarsi nei boschi.

## Inseguimento

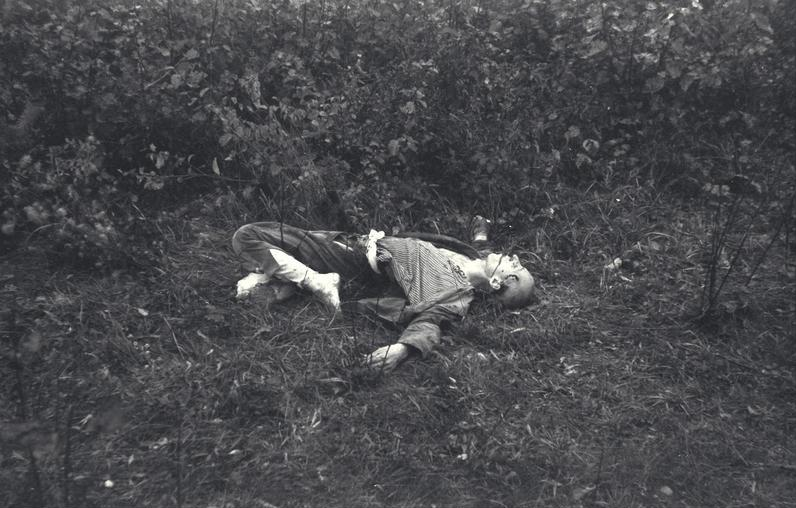
Prigioniero ucciso a colpi d'arma da fuoco a Mauthausen.

Il comandante del campo delle SS organizzò immediatamente un rastrellamento chiedendo aiuto anche alla popolazione locale. Oltre che inseguiti dalle SS, i fuggitivi furono braccati dai distaccamenti delle SA, dalla gendarmeria, dalla Wehrmacht, dal Volkssturm e dalla Gioventù hitleriana: in particolare alla Gendarmeria fu ordinato di "non riportare nessuno vivo" e nessuno fu costretto con la forza a partecipare alla caccia all'uomo.
La maggior parte dei fuggitivi fu arrestata e fu colpita o picchiata a morte sul posto. Circa 40 cadaveri furono riportati a Ried in der Riedmark e accatastati in un mucchio "come un bottino di caccia autunnale", come disse l'ex gendarme Otto Gabriel. I membri del Volkssturm che consegnarono i prigionieri a Mauthausen furono rimproverati per non averli picchiati a morte. Dei 300 che sopravvissero alla fuga, 57 furono riportati al campo la prima notte.
Il dipartimento investigativo criminale di Linz riferì in seguito al Reichssicherheitshauptamt: "Dei 419 fuggitivi [che sono riusciti a lasciare il campo] [...], oltre 300 sono stati ripresi a Mauthausen, Gallneukirchen, Wartberg, Pregarten, Schwertberg e Perg e dintorni, di cui 57 vivi." Secondo un testimone, il Gauleiter August Eigruber, che impartiva ordini a SS, SA e Volkssturm, disse al comandante Franz Ziereis: "Tutti questi maiali dovranno essere finiti", riferendosi alle persone catturate. Si sa per certo che solo 11 ufficiali sopravvissero alla fine della guerra. Nonostante il rischio estremamente elevato, alcune famiglie di contadini e lavoratori civili nascosero i fuggitivi o portarono cibo a chi si nascondeva nei boschi. Dopo tre mesi la guerra finì e i fuggiaschi furono salvi.

## Eredità

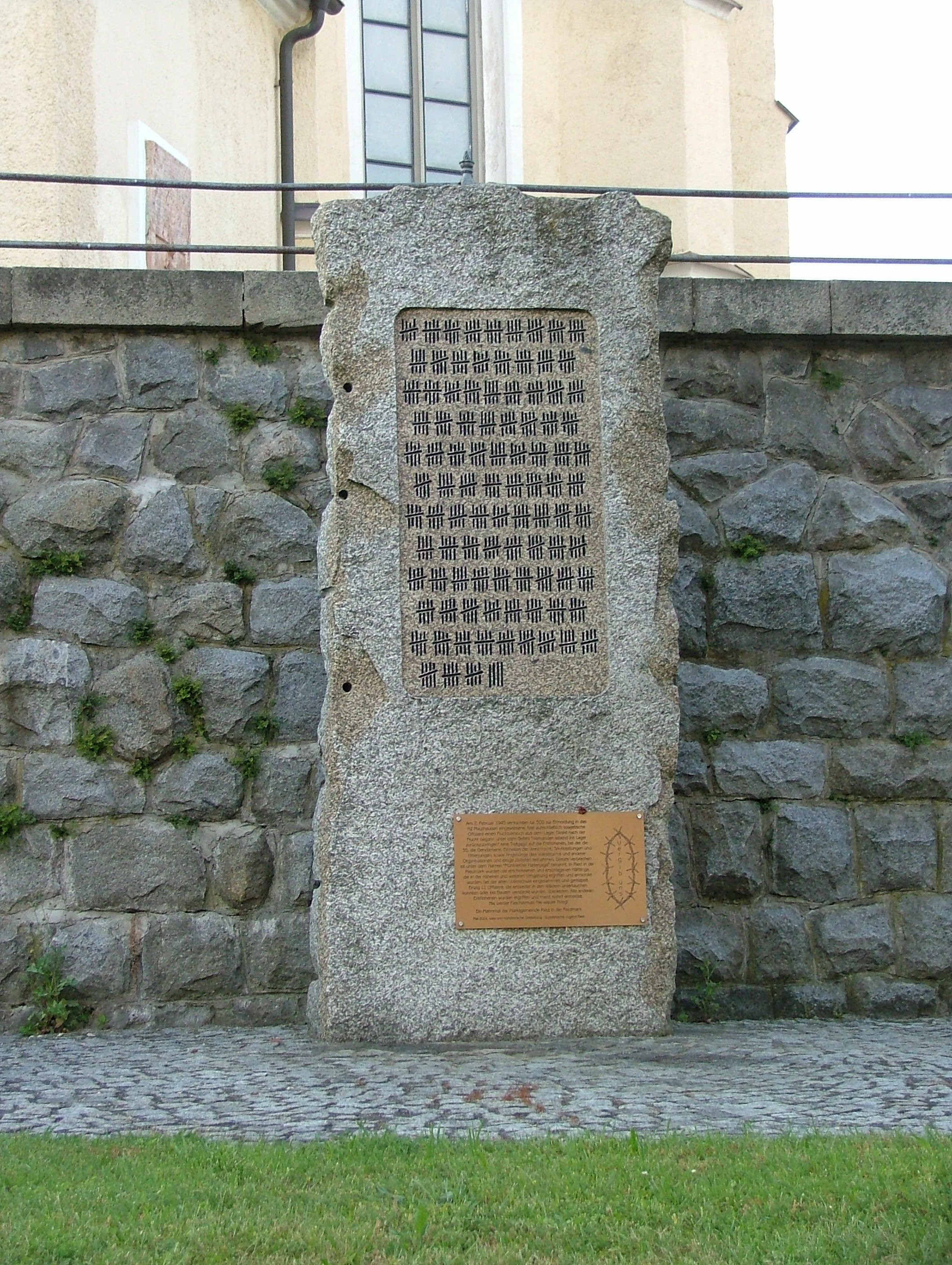
Memoriale per "Hasenjagd" a Ried in der Riedmark.

August Eigruber, implicato nel crimine e in numerose altre atrocità insieme ad altri imputati, fu condannato a morte da un tribunale militare americano durante i processi di Mauthausen e fu impiccato nella prigione di Landsberg il 28 maggio 1947. Hugo Tacha, un soldato della Wehrmacht in congedo al momento dell'evasione, fu condannato a 20 anni di carcere da un tribunale austriaco.
Un memoriale per gli eventi del Mühlviertler Hasenjagd fu inaugurato a Ried in der Riedmark il 5 maggio 2001, 56 anni dopo la liberazione del campo di concentramento di Mauthausen-Gusen. Il monumento fu eretto su iniziativa della Gioventù socialista di Ried. Il masso di granito alto tre metri è il dono del Comitato di Mauthausen. La faccia del monumento è incisa con 489 segni che rappresentano gli altrettanti assassinati durante il tentativo di fuga; il numero esatto delle vittime è sconosciuto.
In concomitanza con la commemorazione dell'anniversario della liberazione del campo le organizzazioni della Gioventù socialista austriaca e tedesca tennero una manifestazione presso il monumento alla presenza di tre ex prigionieri sovietici sopravvissuti di Mauthausen: il professore Tigràn Drambyàn, Romàn Bulkatch e Nikolài Markèvitch.

## Nella cultura di massa
Gli eventi del massacro di Mühlviertel guadagnarono importanza con il film del 1994 Hasenjagd del regista Andreas Gruber. Fu un successo al botteghino in Austria, ma ricevette una recensione tiepida da Variety. Mentre stava girando il film, Gruber invitò Bernard Bamberger a realizzare dietro le quinte un documentario sul film e confrontare il film con gli eventi reali. Bamberger ricevette il premio "Austrian People's Education TV" come "Miglior documentario" nel 1995.
Il film Aktion K contrappone le interviste con i residenti locali e la storia attuale con i filmati d'archivio e la testimonianza oculare del sopravvissuto Mikhaìl Ribchìnsky.

### Approfondimenti
- (DE) Matthias Kaltenbrunner, Flucht aus dem Todesblock: der Massenausbruch sowjetischer Offiziere aus dem Block 20 des KZ Mauthausen und die "Mühlviertler Hasenjagd: Hintergründe, Folgen, Aufarbeitung, in Nationalsozialismus und seine Folgen, vol. 5, Innsbruck, Studien Verlag, 2012, ISBN 978-3-7065-5175-5.
- (DE) Thomas Karny, Die Hatz: Bilder zur Mühlviertler "Hasenjagd", Geschichte der Heimat, Grünbach, Verlag Franz Steinmaßl, 1992, ISBN 3-900943-12-5.
- (DE) Walter Kohl, Auch auf dich wartet eine Mutter. Die Familie Langthaler inmitten der "Mühlviertler Hasenjagd", Geschichte der Heimat Edition, Grünbach, Verlag Franz Steinmaßl, 2005, ISBN 3-902427-24-8.